# عين الكبيرة (ولاية ميلة)
عين الكبيرة هي إحدى قرى بلدية تسالة لمطاعي بولاية ميلة. هي منطقة جبلية جميلة تتوفر على أكبر منابع للمياه بالولاية.